# Syncraternis anthestias
Syncraternis anthestias är en fjärilsart som beskrevs av Edward Meyrick 1922. Syncraternis anthestias ingår i släktet Syncraternis och familjen äkta malar. Inga underarter finns listade i Catalogue of Life.